# Uloborus llastay
Espèce
Uloborus llastay est une espèce d'araignées aranéomorphes de la famille des Uloboridae.

## Distribution
Cette espèce est endémique de la province de Catamarca en Argentine,. Elle se rencontre vers La Cébila.

## Description
La femelle holotype mesure 3,28 mm.

## Étymologie
Cette espèce est nommée en l'honneur de la déesse Llastay ou Llajtay.

## Publication originale
- Grismado, 2002 : Notas sobre arañas ulobóridas de Argentina, con la descripción de una nueva especie del género Uloborus Latreille de Catamarca (Arachnida, Araneae, Uloboridae). Revista del Museo Argentino de Ciencias Naturales, Nueva Serie, vol. 3, no 2, p. 165-168.